# Reserva natural estatal de Putorana
La reserva natural estatal de Putorana (en ruso, Путоранский государственный природный заповедник) es una reserva natural (zapovédnik) en la parte norte de la meseta central siberiana, ubicada a unos 100  km al norte del Círculo Ártico en el krai de Krasnoyarsk. Fue establecida en 1988.
En 2010, fue declarada, con el nombre de «Meseta de Putorana», como Patrimonio de la Humanidad:

Situado en la parte septentrional de la Siberia Central, a unos 100 km al norte del círculo polar ártico, la parte de la meseta inscrita en la Lista abarca la totalidad de la Reserva Natural Estatal de Putorana. La reserva comprende una cadena montañosa aislada con un conjunto completo de ecosistemas árticos y subárticos intactos de taiga, tundra y desierto, así como de lagos y ríos. Este sitio es un lugar de migración masiva de renos salvajes, un fenómeno natural extraordinario cada vez más raro.
UNESCO

## Ubicación y geografía
Con una vasta área de 1 887 251 ha, el parque está ubicado en el centro de la meseta de Putorana en la parte norte de la meseta central siberiana. La parte de la meseta que figura en el Sitio del Patrimonio Mundial contiene ecosistemas subárticos y árticos completos en una cordillera aislada. La combinación de lejanía, naturalidad y estricta protección garantiza que los procesos ecológicos y biológicos continúen con una mínima interferencia humana. Es un complejo de altos macizos montañosos de cima plana divididos por cañones profundos y anchos. Fue creada hace 250 millones de años por un proceso conocido como vulcanismo de penacho, en el que una enorme masa de magma salió a la superficie desde 2897 km dentro de la Tierra.  A continuación, los glaciares expandieron los cañones y formaron las gargantas de los ríos actuales y los lagos profundos y estrechos (Lama, Ketá, Glubókoie, Jantáiskoie, Ayán, etc.) creando la apariencia única de la meseta. Estos lagos exóticos de fiordo alcanzan 100−150 km de longitud y hasta 400 m de profundidad y son considerados los más grandes de Siberia después del lago Baikal y el lago Telétskoye. Otra característica de la meseta son las numerosas cascadas, incluida la cascada de 108 m de altura en la garganta del río Kanda, considerada la más alta de Rusia. El área también es una de las más ricas en términos de diversidad de plantas en el Ártico.

## Flora
El área se compone de prístinos sistemas de taiga, tundra forestal, tundra y desierto ártico, así como sistemas de lagunas y ríos de aguas frías intactas. La mayor parte de la meseta de Putorana está cubierta por los bosques de taiga de alerce siberiano. La parte norte por bosques dispersos y tundra de montaña. Hay alrededor de 400 especies de plantas, incluyendo varias formas raras y endémicas.

## Fauna
Hay 34 especies de mamíferos, incluyendo uno de los animales con pezuña más raros que se conocen: la oveja de cuerno de ciervo de Putorana (Ovis nivicola borealis). Alrededor de 140 especies de aves se han observado en la reserva. Rutas migratorias de renos cruzan la reserva.